# Eurytoma onobrycola
Eurytoma onobrycola är en stekelart som beskrevs av Zerova 1994. Eurytoma onobrycola ingår i släktet Eurytoma och familjen kragglanssteklar. Inga underarter finns listade i Catalogue of Life.